# Cathormiocerus estrellanus
Cathormiocerus estrellanus é uma espécie de insetos coleópteros polífagos pertencente à família Curculionidae.
A autoridade científica da espécie é Escalera, tendo sido descrita no ano de 1918.
Trata-se de uma espécie presente no território português.